# Matthew Doig
Matthew Doig (...) è un giornalista statunitense del Sarasota Herald Tribune. È figlio di Stephen Doig.

## Biografia
È nato e ha studiato in Florida. Si è specializzato in giornalismo economico al Miami Herald, prima di essere inglobato nell'organico del Sarasota Herald Tribune.
Fa parte del pool di giornalisti investigativi del Sarasota Herald Tribune, quotidiano della città omonima sul Golfo del Messico, con la vocazione all'inchiesta. Ha realizzato un'inchiesta sulle frodi immobiliari in Florida negli ultimi dieci anni, arrivando secondo al Premio Pulitzer nel 2010 in Giornalismo Investigativo dietro ProPublica.